# Diana Scultori Ghisi
Diana Scultori Ghisi, Diana Montovano eller Diana Ghisi, född 1535 i Mantua, död 5 april 1612 i Rom, var en italiensk gravör.
Diana Scultori Ghisi var ett av fyra barn till skulptören och gravören Giovanni Battista Ghisi. Hon lärde sig gravera av sin far och konstnären Giulio Romano. Hon blev en allmänt känd gravör genom Giorgio Vasaris Le vite de' più eccellenti pittori, scultori e architettori (1568). 1565 träffade hon sin förste make, arkitekten Francesco da Volterra (Capriani). Paret flyttade till Rom 1575. Den 5 juni 1575 fick hon påvens privilegium att framställa och sälja sina egna arbeten. Diana Scultori Ghisis sista kända gravyr är från 1588. Eftersom hon lade stor vikt vid att signera och datera sina gravyrer, är det osannolikt att hon gjorde flera efter det.